# Dichotomius agesilaus
Dichotomius agesilaus är en skalbaggsart som beskrevs av Waterhouse 1891. Dichotomius agesilaus ingår i släktet Dichotomius och familjen bladhorningar. Inga underarter finns listade i Catalogue of Life.